# 2019 en radio en France
Cet article est spécifique à la France, pour un article plus général, voir 2019 à la radio.
Cet article concerne les stations de radio et ne traite ni des webradios ni des podcasts.
Cet article intitulé 2019 en radio en France est une synthèse de l'actualité du média radio en France pour l'année 2019. De même qu'en 2017 quand les champs d'investigation des chronologies radio ont été revus, on ne retiendra en général que l'actualité des radios de caractère national ou international, afin de ne pas se perdre dans les détails des radios locales.

## Stations de radio et organismes connexes en France

### Créations de radio en 2019
| Radio      | Pays           | Commentaire                                                                                         | Date            |
| ---------- | -------------- | --------------------------------------------------------------------------------------------------- | --------------- |
| RFI locale | France Sénégal | RFI inaugure une implantation sénégalaise de la station, à Dakar, au cœur de l'Afrique francophone. | 22 octobre 2019 |

### Disparitions de radio en 2019
| Radio          | Région              | Commentaire | Date         |
| -------------- | ------------------- | --- | ------------ |
| Graffic FM     | Centre-Val de Loire | Cette radio de Loches est rachetée par Alouette, première radio régionale de France écoutée chaque jour par 466 000 auditeurs.                    | 18 mars 2019 |
| Radio Émeraude | Bretagne            | Cette radio associative basée près de Brest depuis 1982, cesse d’émettre après une longue période de difficultés liée à des problèmes financiers. | 20 juin 2019 |

### Déménagements de sièges sociaux, réorganisations majeures en 2019
- 7 janvier : lancement des matinales communes entre France Bleu et France 3 et qui se poursuivra pour l'ensemble des 44 stations jusqu'à l'horizon 2022[5],[6].
- 10 septembre : après son assemblée générale, le syndicat SPADOM, qui défend les médias de l'Outre-mer, se restructure autour d'un nouveau conseil syndical[7].
- 18 septembre : Groupe 1981 réorganise ses dix radios, après le rachat de OUI FM, en créant un hub et en augmentant la part de l'information dans ses programmes[8].
- 25 septembre : un projet de loi annonce la création de « France Médias », qui regroupera France Télévisions, Radio France, France Médias Monde et l'INA[9].
- 25 septembre : le projet de loi présenté par Franck Riester prévoit la création de l'ARCOM, entité fusionnant Hadopi et le CSA[9].

## Actualité du média radio en 2019

### Événements judiciaires ou réglementaires
- 25 septembre : un projet de loi annonce la fin des nominations des dirigeants de l'audiovisuel public par le CSA, pouvoir qui sera attribué aux conseils d'administration[9].
- 4 novembre : un conglomérat de radios privées françaises (Lagardère Active, M6, NextRadioTV et NRJ Group) défendent ce média dans la loi de l'audiovisuel[10].

### Événements politiques
- 2 janvier : dans un contexte d'élection présidentielle en République démocratique du Congo, RFI devient inaccessible sur les ondes[11].
- 22 juillet : RFI remet en question la version officielle de l'armée française sur les morts de Ghislaine Dupont et Claude Verlon au Mali[12].

### Événements économiques
- 19 janvier : le parc d'instruments de musique de Radio France est sujet à une vente aux enchères[13].
- du 9 au 13 octobre : Radio France s'engage aux côtés de l'Institut Pasteur dans le cadre de la 13e édition du Pasteurdon[14].
- 20 novembre : Radio France prévoit de générer 60 millions d'euros d'économies d'ici à 2022, avec 236 départs volontaires[15],[16].

### Événements sociétaux
- 18 juillet : Europe 1 signe sa plus faible performance historique, se retrouvant battue par France Inter, RTL, NRJ, France Info, RMC, Skyrock, France Bleu et Nostalgie[17].
- 21 novembre : France Inter programme une conférence intitulée « Demain notre planète » et qui est diffusée dans certaines salles de cinéma[18].

### Événements culturels
- du 15 au 20 janvier : RTL s'associe pour la première fois au Festival international du film de comédie de l'Alpe d'Huez[19].
- du 22 au 26 avril : France Culture fête les 90 ans de Tintin, en diffusant Le Temple du Soleil sous la forme de cinq feuilletons radiophoniques[20].
- du 4 au 10 août : France Musique est présente au festival Jazz in Marciac avec notamment une dizaine de concerts diffusés en direct[21].
- 7 octobre : France Musique est au Metropolitan Opera pour marquer le partenariat  avec Pathé Live pour la saison, laquelle verra dix spectacles retransmis au cinéma[22].
- 27 octobre : lancement du partenariat France Musique/Pathé Live pour la saison avec le ballet du Bolchoï qui interprète Raymonde, par Youri Grigorovitch[22].
- 1er novembre : France Culture, partenaire des Utopiales, installe son studio sur la scène de la Cité des congrès de Nantes[23].
- 23 novembre : à l'occasion des 60 ans d'Astérix, France Culture crée pour la première fois un spectacle radiophonique en public tiré d'une bande dessinée : La Zizanie[24].

### Événements sportifs
- 13 septembre : début d'un partenariat entre RTL et Le Parisien - Aujourd'hui en France pour le traitement éditorial du sport[25].
- 14 et 15 septembre : France Bleu et la Fédération française de la randonnée pédestre proposent aux auditeurs 28 promenades organisées en France[26].
- 11 octobre : le quotidien L'Équipe, associé depuis des années à RTL, annonce avoir signé un partenariat avec Radio France qui durera jusqu'en 2024[27].
- du 7 décembre au 1er février 2020 : Sud Radio est le nouveau partenaire radio du e-Trophée Andros, course automobile qui passe du même coup au tout électrique[28].

## Principaux salons et festivals en 2019
- du 24 au 26 janvier : le Salon de la Radio et de l'Audio Digital, qui se tient à Paris, met à l'honneur les pays ibériques[29].
- 28 janvier au 3 février : le 16e Festival de la radio et de l'écoute Longueur d'ondes se tient à Brest[30].
- du 13 au 15 mars : la 12e édition des Assises internationales du journalisme se tient à Tours[31].

## Considérations techniques et progrès en 2019
- 16 septembre : Radio France se dote d'une technologie IP de nouvelle génération pour la production et la diffusion à la Maison de la Radio[32].
- 1er octobre : l'opérateur de multiplex GOM permet dorénavant d'écouter, en Normandie, en DAB+, 13 radios au Havre et 15 à Rouen[33].
- 21 décembre : l'intégration de la technologie DAB+ dans les récepteurs de radio proposés à la vente en France devient obligatoire[34].
- 31 décembre : arrêt définitif de l'émetteur Grandes Ondes d'Europe 1[35].

## Nominations aux postes-clés et départs en 2019
- 1er janvier : Alain Liberty, ancien directeur général de Radio Scoop à Lyon, devient le directeur général exécutif du Groupe 1981 à Paris[36].
- Début janvier : Erik Kervellec prend ses fonctions de directeur de l'Information à France Bleu[37].
- Début janvier : Vincent Rodriguez, nommé Directeur des Sports de Radio France par Guy Lagache en décembre 2018, prend ses fonctions[38].
- 17 janvier : François Vignolle, cadre de M6, succède à Jean-Philippe Baille à la direction de la rédaction de RTL[39].
- 18 janvier : Roch-Olivier Maistre est nommé président du CSA français par Emmanuel Macron, succédant ainsi à Olivier Schrameck[40].
- 4 mars : François Pesenti, directeur des sports de RMC durant dix-sept ans, est remplacé par Laurent Eichinger[41].
- 4 juin : Fabrice Angotti, rédacteur en chef de la matinale de Jean-Jacques Bourdin sur RMC, succède à Philippe Antoine à la direction de la rédaction de la station[42].
- 2 juillet : Laurent Guimier, vice-PDG d'Europe 1, annonce sur Twitter qu'il quitte ses fonctions, il est remplacé par Constance Benqué, qui assurait déjà l'intérim[43].
- En juillet : Guy Birenbaum, qui avait rejoint Laurent Guimier à la présidence d'Europe 1 un an plus tôt, est évincé comme lui de la grille[44].
- 27 septembre : Jérôme Delaveau quitte Champagne FM pour prendre dans quelques semaines la direction d'antenne des stations NRJ, Chérie FM et Nostalgie[45].
- 1er octobre : Philippe Rey devient directeur de la rédaction de RTL en remplaçant François Vignolle, nommé directeur du pôle Enquête-Police-Justice de RTL et M6[46].
- 13 novembre : Cristian Măcelaru est nommé Directeur musical de l'Orchestre national de France en remplacement d'Emmanuel Krivine, à compter du 1er septembre 2021[47].
- 17 décembre : Thierry Steiner reprend le poste de directeur général de Champagne FM[48].
- 17 décembre : Emmanuel Hoog devient le directeur général de Nova Press, qui comprend notamment Radio Nova, succédant ainsi à Bernard Zekri[49].

## Carrières des animateurs ou autres collaborateurs notables en 2019

### Premier semestre 2019
- 7 janvier : Karl Zéro arrive sur Europe 1 pour animer un vrai faux quizz entouré de personnalités[50].
- 19 mars : sept mois après sa fin de carrière médiatique, Jean-Michel Larqué est rappelé par RMC pour remplacer Rolland Courbis, ce dernier étant nommé entraîneur à Caen[51].
- 14 juin : Nikos Aliagas dévoile son intention de ne plus poursuivre chez Europe 1 et de ne plus faire de radio dans les prochains mois afin de souffler un peu[52].
- 12 juillet : Jean-Michel Aphatie annonce qu'il quitte Europe 1, après une seule saison, pour assurer un éditorial sur LCI la saison prochaine[53].
- En juillet : Hélène Jouan, arrivée en septembre 2017 à la tête du service politique d'Europe 1, quitte cette station la saison prochaine[44].
- En juillet : Audrey Crespo-Mara, qui assurait depuis un an l'interview politique de la matinale d'Europe 1, quitte la station[44].
- En juillet : Élizabeth Martichoux choisit de quitter RTL après treize années passées au sein de la rédaction[54].
- En juillet : Benjamin Sportouch est nommé chef du service politique de RTL, succédant ainsi à Élizabeth Martichoux[54].
- À la fin de la saison 2018-2019 : Helena Morna quitte Europe 1[55].

### Rentrée 2019
- À la rentrée : Maxime Switek n'est plus sur Europe 1, après une année sabbatique, il est parti sur France 5 pour se consacrer à de nouveaux projets[56].
- À la rentrée : Sophie Péters, évincée de la Libre antenne au profit d'Olivier Delacroix, a quitté Europe 1 et rejoint le magazine Version Femina[57].
- À la rentrée : David Abiker, qui était à l'antenne d'Europe 1 depuis 2010, rejoint Radio Classique pour la revue de presse de sa matinale[58].
- À la rentrée : Édouard Baer décide de ne pas rempiler à la tête des Lumières dans la nuit sur France Inter[59].
- À la rentrée : Didier Roustan quitte RTL, après une seule saison passée à animer le multiplex[60].
- À la rentrée : Vincent Cerutti quitte M Radio, après une seule saison passée sur la station[61].
- À la rentrée : Matthieu Belliard devient le présentateur de la matinale d'Europe 1, succède ainsi à Nikos Aliagas[62].
- À la rentrée : Max fait un retour sur la bande FM en animant une émission quotidienne sur Nostalgie[63].

### Deuxième semestre 2019
- En août : Xavier Mauduit présente dorénavant Le Cours de l'Histoire, émission quotidienne en semaine sur France Culture[64].
- 19 août : Florent Gautreau revient dans les rangs de RMC à la suite de son départ d'Équidia Live[65].
- 22 août : Alexandre Devoise et Sophie Coste constituent la nouvelle équipe de la matinale de Chérie FM[66],[67].
- 26 août : Alba Ventura sur RTL prend les commandes de l'interview politique de 7 h 45, qui s'ouvre désormais aux personnalités de la société civile[54].
- 1er septembre : Gaëtan Roussel revient sur RTL2 pour reprendre son émission Clap Hands absente de la grille depuis deux ans[68].
- En septembre : Nathalie Lévy quitte BFM TV et rejoint Europe 1 pour présenter Europe Soir, avec Sébastien Krebs[69].
- 30 septembre : Élodie Poux arrive sur Rire et chansons pour proposer à l'antenne une nouvelle émission[70].
- 3 octobre : Éric Zemmour est écarté de RTL car les thèses qu'il défend ne seraient pas compatibles avec l'esprit des débats auxquels il participe sur cette antenne[71].
- 7 octobre : Tony Parker rejoint les chroniqueurs du Super Moscato Show sur RMC pour la saison 2019-2020[72].

## Prix en 2019
Les principaux prix de la liste des récompenses de radio, décernés en 2019, mettent à l'honneur les personnalités suivantes :

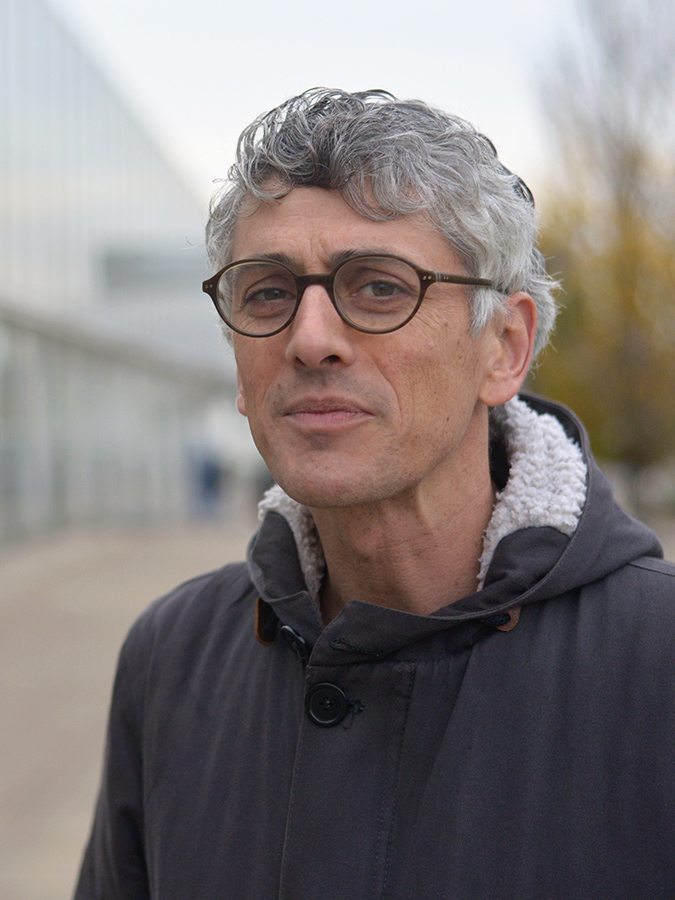
Cyril Pedrosa en 2015
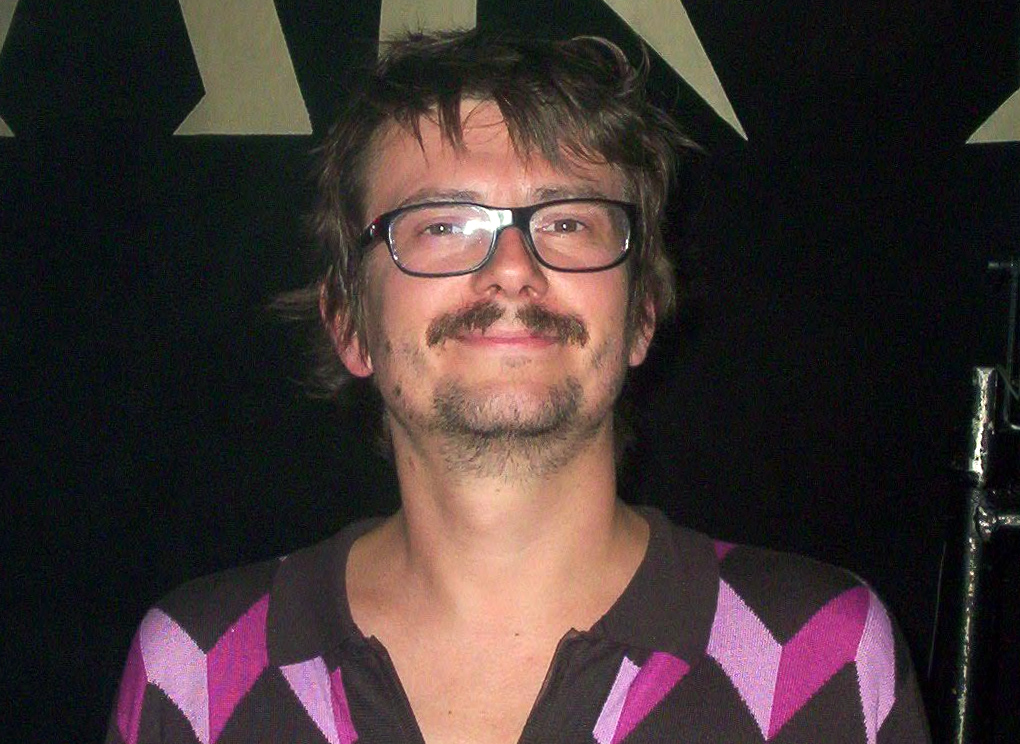
Luz en 2007
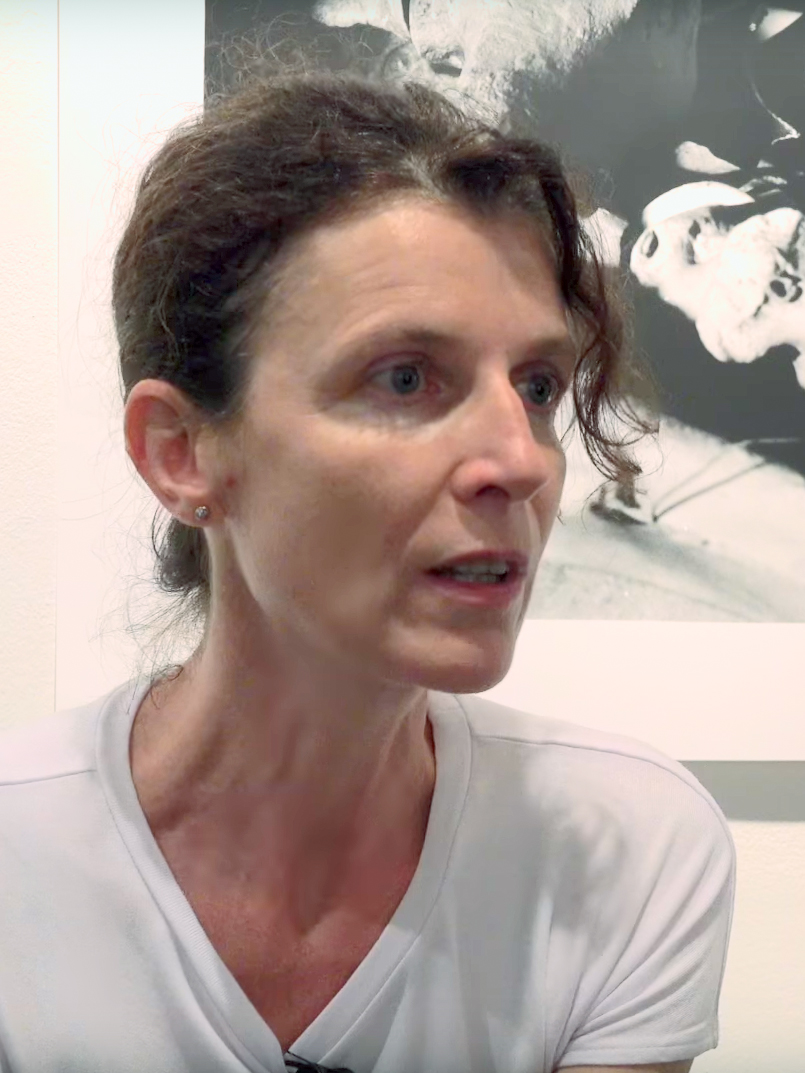
Emmanuelle Bayamack-Tam en 2018
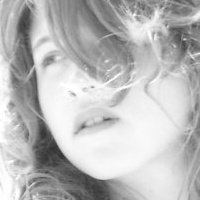
Emma Becker en 2008
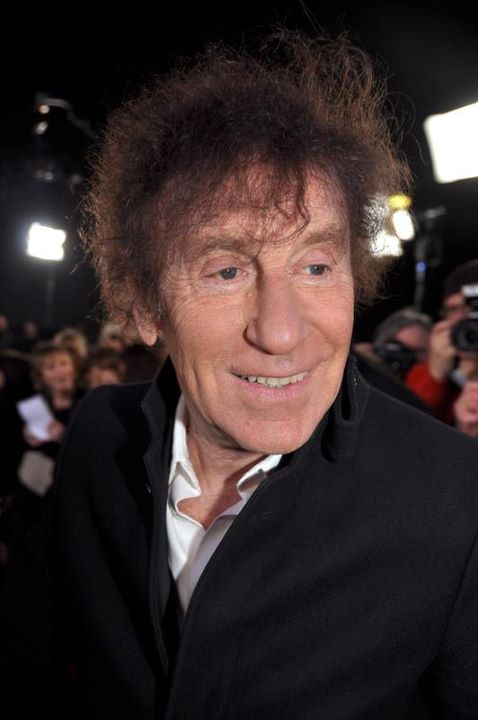
Alain Souchon en 2012
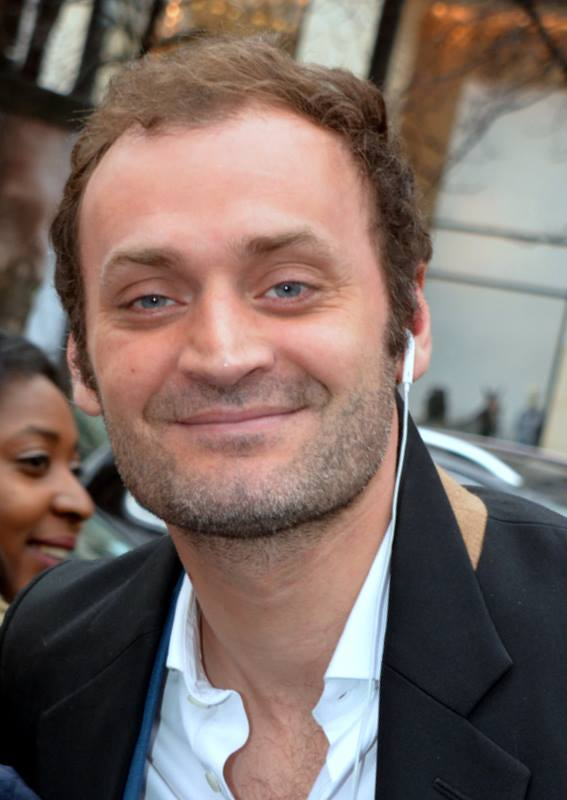
Augustin Trapenard en 2017

### Prix RFI
- Bourse RFI Claude Verlon et Ghislaine Dupont : depuis Kinshasa (RDC), les lauréats de novembre 2019 sont la journaliste Myriam Iragi Maroy et le technicien Vital Mugisho[73].
- Prix découvertes RFI : Céline Banza venue de la République démocratique du Congo est la lauréate en novembre 2019[74].
- Prix RFI Talents du rire : le comédien et humoriste burundo-rwandais Mickaël Sengazi reçoit ce prix le 7 décembre 2019 dans le cadre du Festival du rire à Abidjan[75].

### Prix Radio France
- Prix de la BD Fnac-France Inter 2019 : attribué en janvier 2019 à L'Âge d'or de Cyril Pedrosa, avec Roxanne Moreil, paru aux éditions Dupuis[76].
- Prix France Info de la bande dessinée d'actualité et de reportage 2019 : attribué le 16 janvier 2019 à Les Indélébiles de Luz, paru aux éditions Futuropolis[77].
- Prix étudiant de la BD politique 2019 : attribué le 30 mars 2019 à Hélène Aldeguer pour Après le Printemps : une jeunesse tunisienne, paru chez Futuropolis[78].
- Prix étudiant du livre politique 2019 : le prix a récompensé, le 30 mars 2019, Marc Weitzmann pour Un temps pour haïr, paru chez Grasset[78].
- Prix du Livre Inter 2019 : décerné le 10 juin 2019 à Emmanuelle Bayamack-Tam pour Arcadie, paru aux éditions P.O.L[79].
- Prix du roman des étudiants France Culture - Télérama 2019 : en décembre 2019, Emma Becker est la lauréate pour son roman La Maison, paru aux éditions Flammarion[80].

### Prix RTL
- Grand Prix RTL-Lire 2019 : Joseph Ponthus remporte le Grand Prix le 14 mars 2019 pour son livre À la ligne paru aux éditions de la Table Ronde[81].
- Grand prix RTL de la bande dessinée 2019 : Alain Ayroles et Juanjo Guarnido sont les lauréats le 29 novembre 2019 pour Les Indes fourbes paru aux éditions Delcourt[82].
- Album RTL de l'année 2019 : le jury d'auditeurs a désigné l'album Âme fifties d'Alain Souchon, qui reçoit son prix le 31 décembre 2019 à RTL[83].

### Prix Europe 1
- Bourse Lauga-Delmas 2019 : Joanna Chabas est lauréate de cette bourse en avril 2019[84].

### Prix NRJ
- NRJ Music Awards 2019 : ont notamment été récompensés le 9 novembre 2019, Bilal Hassani, Ed Sheeran, Bigflo et Oli, M. Pokora, Lady Gaga & Bradley Cooper, Angèle et Vitaa & Slimane[85].

### Prix Fun Radio
- Fun Radio DJ Awards 2019 : la 7e édition s'est tenue le 18 octobre 2019 durant l'Amsterdam Dance Event et a notamment récompensé DJ Snake, Martin Garrix, Armin Van Buuren et Timmy Trumpet[86].

### Autres prix en 2019
- Prix Philippe-Caloni 2018 : ce prix du meilleur intervieweur de l'année est attribué à Augustin Trapenard le 19 février 2019 pour son émission Boomerang sur France Inter[87].
- Prix SACD radio 2019 : Anne Sibran et Marjorie Philibert ont été primés en juin 2019.[réf. souhaitée]
- Prix Philippe Chaffanjon 2019 : Sébastien Daycard-Heid, Guillaume Collanges, Bertrand Dévé et Jérome Pidoux en sont les lauréats français en juin 2019.[réf. souhaitée]
- Grand prix des médias CB News 2019 : le prix de la meilleure station de radio est allée à France Culture le 3 septembre 2019[88].
- Grand prix des médias CB News 2019 : le prix de la meilleure émission de radio récompense Boomerang sur France Inter, le 3 septembre 2019[89].
- Prix Varenne de la radio 2019 : Sébastien Krebs remporte ce prix pour un reportage d'Europe 1 sur un jeune Tunisien de 14 ans qui a déjà tenté de rejoindre l'Europe[90].
- Prix HeForShe : Augustin Trapenard est récompensé le 26 novembre 2019 pour son engagement pour l'égalité homme/femme dans l'exercice de son métier[91].

## Distinctions en 2019
Les distinctions survenues en 2019, qu'elles soient institutionnelles ou non, mettent à l'honneur les personnalités suivantes :

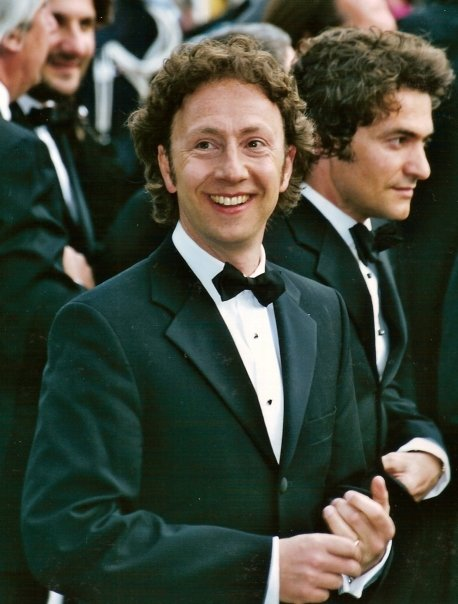
Stéphane Bern en 2005.
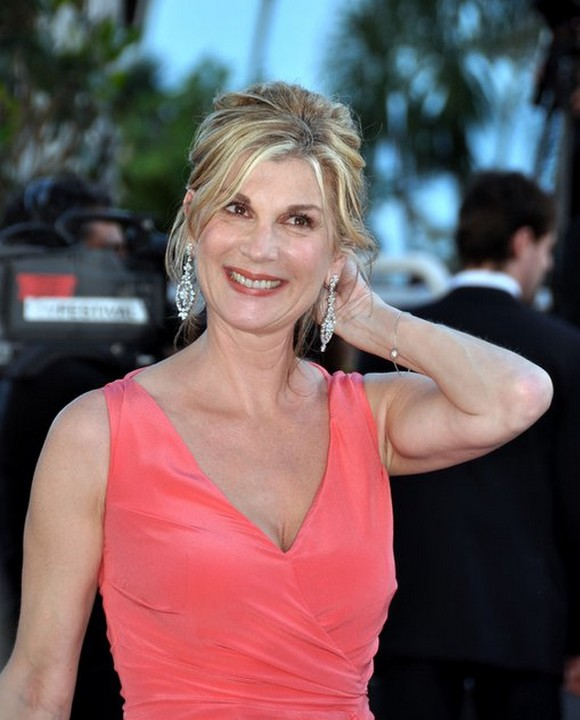
Michèle Laroque en 2011.
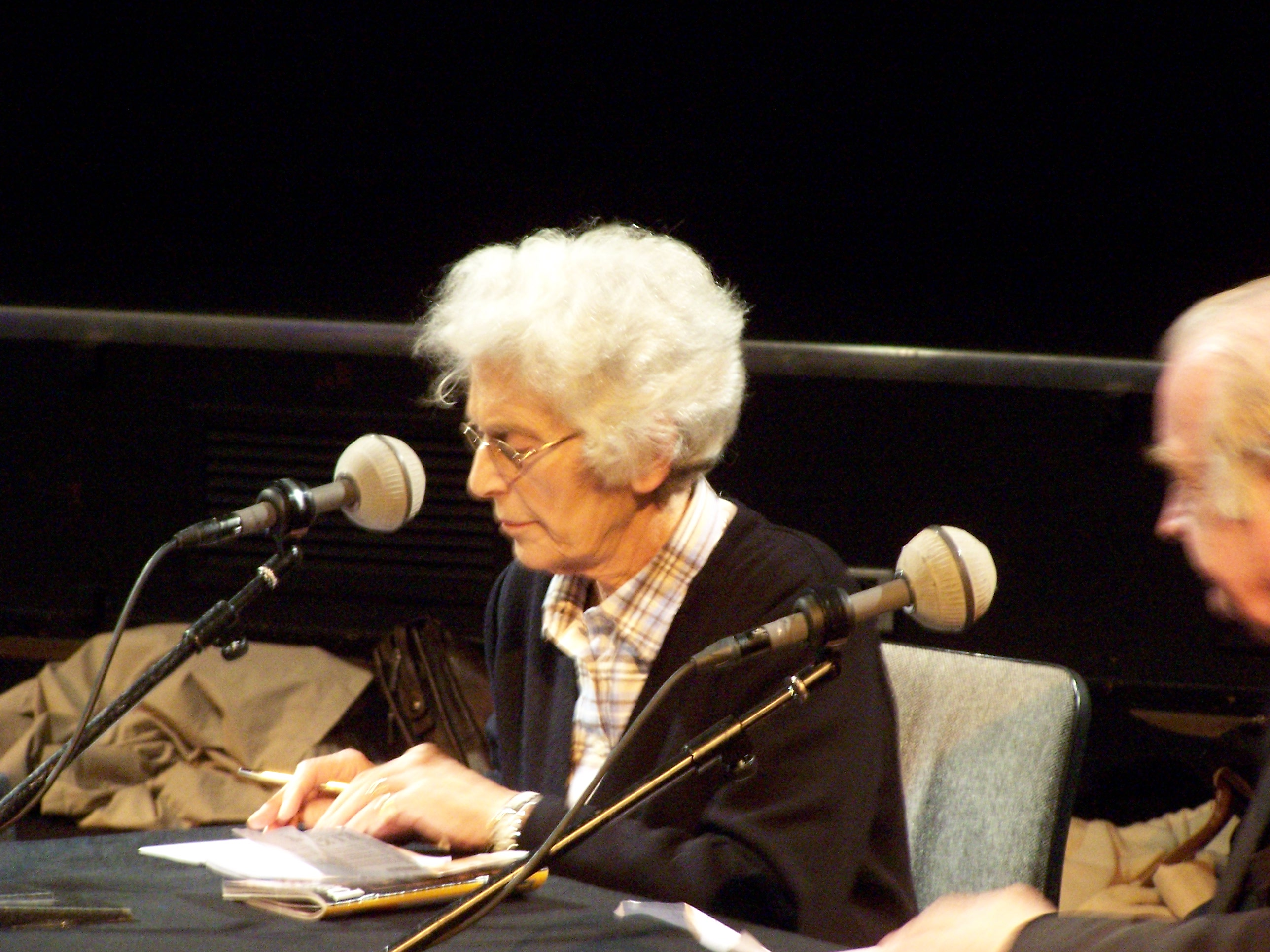
Danièle Heymann en 2012.
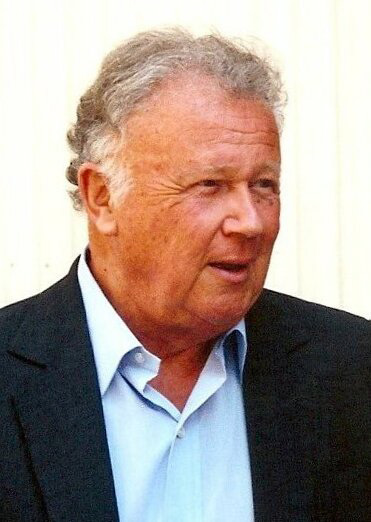
Philippe Bouvard en 2008.
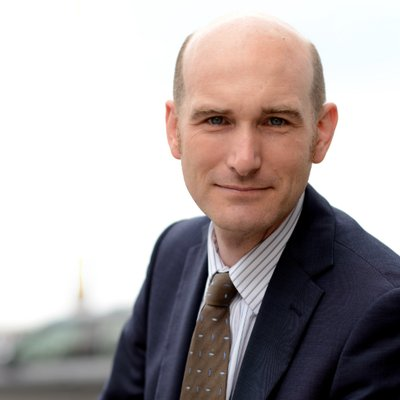
Nicolas Hénin en 2015.
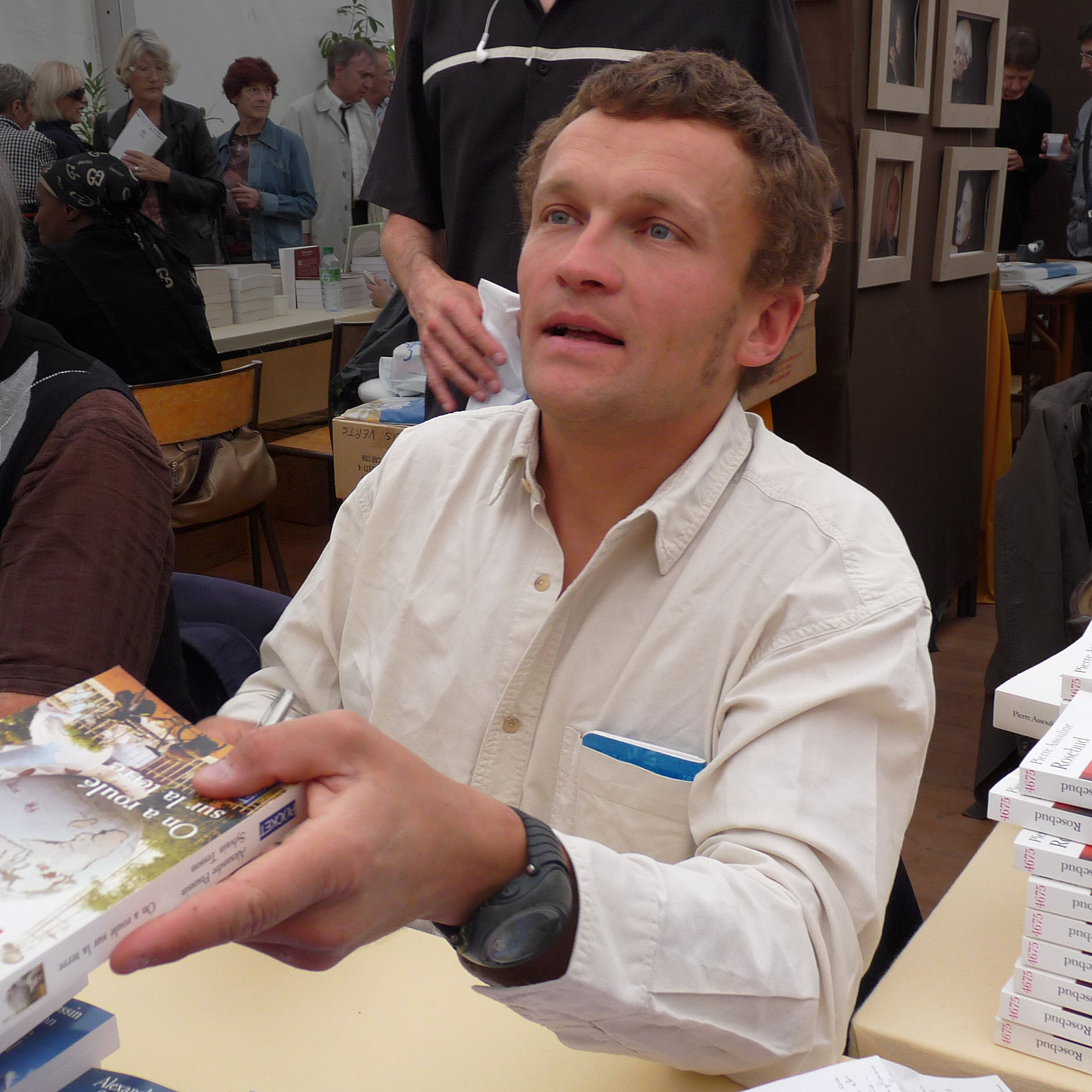
Sylvain Tesson en 2011.

- Cécile Hernandez-Cervellon, chroniqueuse sur Europe 1, est nommée Chevalier de la Légion d'honneur lors de la promotion du Nouvel an 2019[92].
- Stéphane Bern, figure emblématique du paysage radiophonique français est nommé Chevalier de la Légion d'honneur lors de la promotion du Nouvel an 2019[93].
- Michèle Laroque, chroniqueuse dans l'émission Les Pieds dans le plat sur Europe 1, est nommée Chevalier de la Légion d'honneur lors de la promotion du Nouvel an 2019[93].
- Danièle Heymann, critique de cinéma et journaliste à France Inter, est faite directement Officier de l'Ordre national du Mérite le 29 mai 2019[94].
- Philippe Bouvard, animateur des Grosses Têtes sur RTL entre 1977 et 2014, est promu au grade de commandeur de l'ordre des Arts et des Lettres le 16 septembre 2019[95].
- Nicolas Hénin, journaliste de radio, notamment, spécialiste du Moyen-Orient, est nommé au grade de chevalier de l'ordre des Arts et des Lettres le 16 septembre 2019[95].
- Sylvain Tesson, animateur d'une émission consacrée à l'aventure sur Radio Courtoisie à la fin des années 1990, lauréat du Prix Renaudot 2019 pour La Panthère des neiges[96].

## Anniversaires en 2019
- 24 juillet : Radio Andorre aurait eu 80 ans si cette radio périphérique n'avait pas disparu en 1981[97].

## Décès en 2019
- Xavier Gouyou-Beauchamps, haut fonctionnaire ayant évolué dans le secteur des médias, est mort le 15 janvier 2019 à l'âge de 81 ans[98].
- Andrew Orr, cofondateur en 1981 de Radio Nova, et réalisateur de plusieurs créations radiophoniques, est mort d'un cancer le 17 janvier 2019[99].
- Henry Chapier, journaliste et animateur sur Radio Nova en 1996, est mort le 27 janvier 2019 à Paris à l'âge de 85 ans[100].
- Pierre Hatet, acteur et voix off à la radio, notamment sur Fun Radio et Nostalgie dans les années 2000, est mort le 24 mai 2019 à l'âge de 89 ans[101].
- Zappy Max, de son vrai nom Max Doucet, l'un des animateurs radiophoniques les plus célèbres de l'après-guerre, est mort le 16 juin 2019 à l'âge de 97 ans[102].
- Alain Bournazel, haut fonctionnaire et animateur sur Radio Courtoisie entre 2003 et 2006, est mort le 20 juillet 2019 en région parisienne à l'âge de 78 ans[103].
- Danièle Heymann, critique de cinéma et journaliste officiant notamment au Masque et la Plume sur France Inter, est morte le 25 juillet 2019 à l'âge de 86 ans[104].
- Caroline de Kergariou, écrivaine, scénariste et dramaturge, collaboratrice régulière de France Inter, est morte des suites d'une grave maladie le 3 août 2019 à l'âge de 60 ans[105].
- Jean Poudevigne, homme politique et vice-président délégué de Radio Monte-Carlo entre 1973 et 1979, est mort à Paris le 14 août 2019 à l'âge de 97 ans[106].
- Fred Rister, producteur et collaborateur de David Guetta, animateur sur de nombreuses radios en France, est mort d'un cancer le 20 août 2019 à l'âge de 58 ans[107].
- Martin Brisac, directeur d'Europe 2 puis cadre-dirigeant du groupe Lagardère, est mort le 23 août 2019 dans l'incendie de son logement, à l'âge de 61 ans[107].
- Eugène Saccomano, journaliste sportif durant 52 ans sur Europe 1 puis RTL, est mort à l'hôpital Foch de Suresnes le 7 octobre 2019 à l'âge de 83 ans[108].
- Annette Ardisson, journaliste de radio qui a fait toute sa carrière à l'ORTF puis à Radio France, est morte le 11 octobre 2019 à l'âge de 69 ans[109].
- Jean le Corvoisier, fondateur et président de Radio Neptune, est mort à Brest le 16 octobre 2019 à l'âge de 85 ans[110].
- Françoise Gaujour, première femme ayant présenté une revue de presse à la radio dans les années 1980, est mort le 30 octobre 2019 à l'âge de 68 ans[111].
- Marie Laforêt, qui a animé une émission sur RTL, durant un été, est morte à Genolier (Suisse) le 2 novembre 2019 à l'âge de 80 ans[112].
- Dominique Farran, journaliste, animateur de radio et organisateur durant vingt ans des premiers concerts rock pour RTL, est mort le 5 novembre 2019 à l'âge de 72 ans[113].

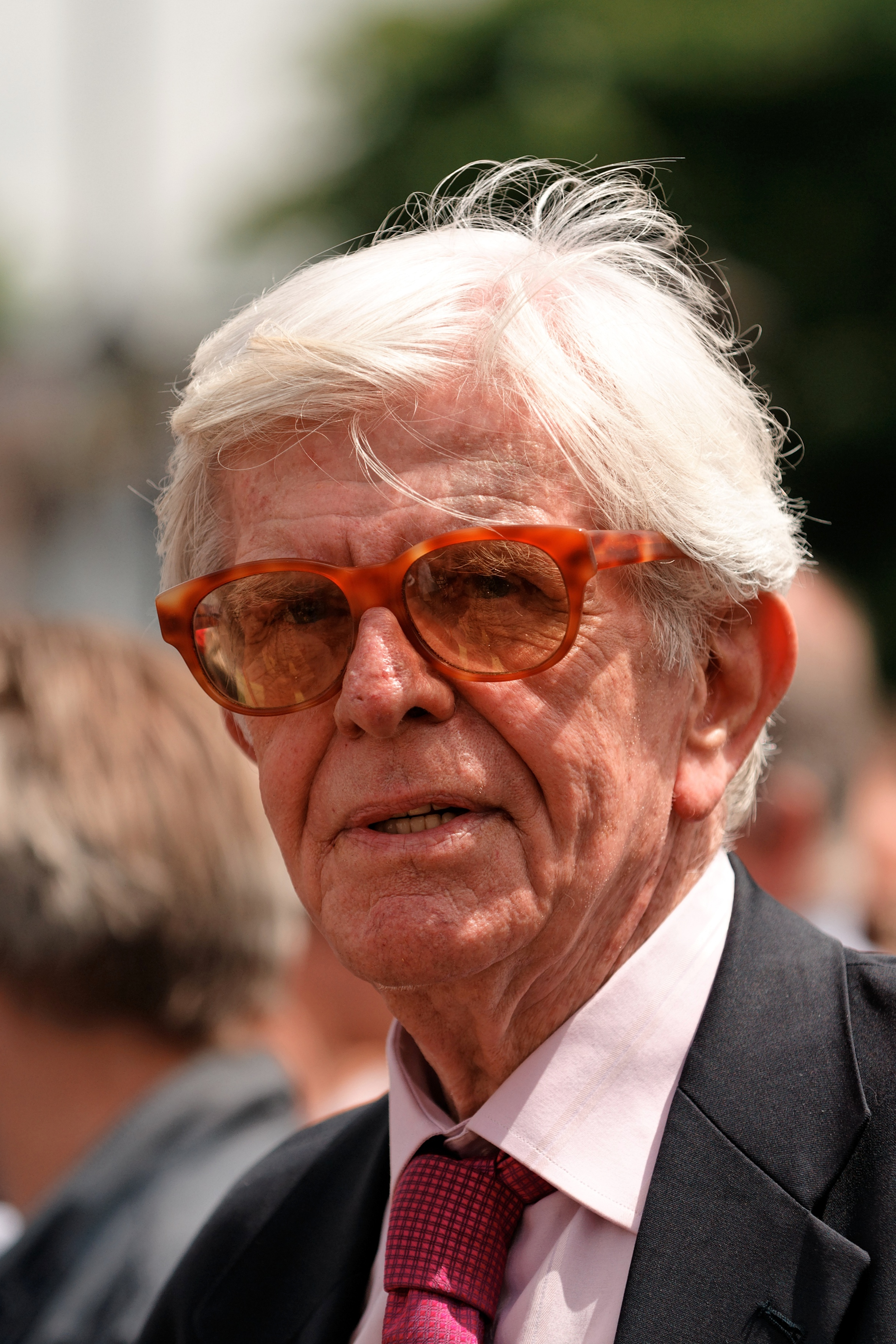
Henry Chapier en 2008.
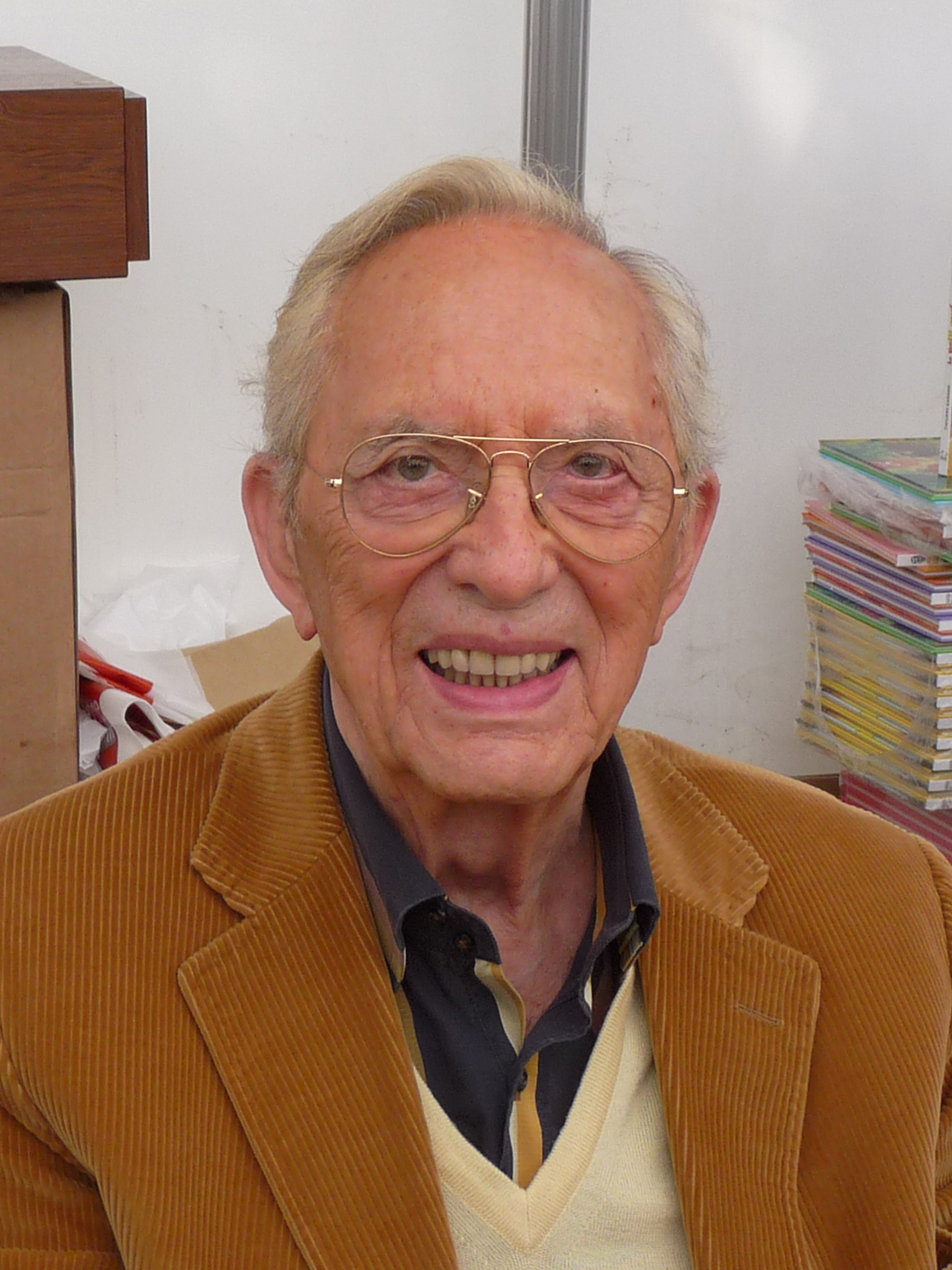
Zappy Max en 2011.
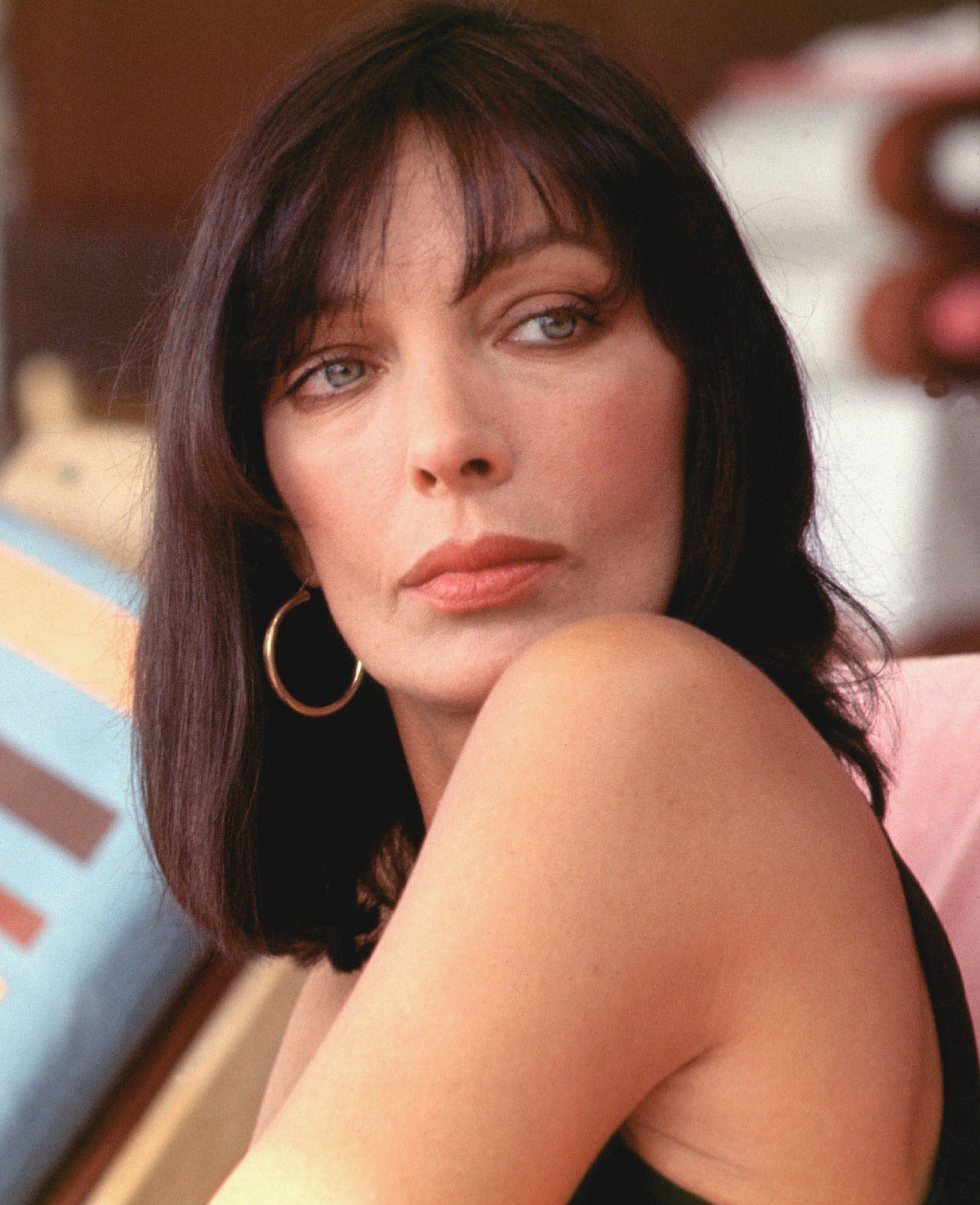
Marie Laforêt en 1994.